# صنم (فیلم)
صنم فیلمی به کارگردانی رفیع پیتز و نویسندگی ملک جهان خزاعی محصول سال ۱۳۷۸ است.

## بازیگران
- رؤیا نونهالی
- فرخ نعمتی
- اسماعیل امینی
- مریم خوانسواری
- گل محمد گل محمدی
- غلامرضا حسن‌زاده
- قربان احمدی گلدی
- امیر عرب
- حسن خالقی
- فاطمه موسوی
- رجبعلی قرانی
- محمدرضا صانعی
- حبیب فدایی
- علی اکبر پاکیزه
- مریم رمضانی
- شهبانو سلطانی
- خدیجه خالقی
- ریحانه خالقی
- مسعود صلاحی
- اسماعیل نجفی
- غلامعلی امینی
- لیلی امینی
- حسن امینی
- محمدرضا امینی
- معصومه مهدوی
- معصومه میرزاده
- کیانا خزاعی
- ساسان خزاعی
- عطاءاله غفاری
- ستار سروری
- رضا امیری
- محمد سلیمانی
- معصومه خانم
- زهرا ناطقی
- حلیمه رمضانی